# Anosognosie
Anosognosie, nosagnosie of nosoagnosie is de ziekelijke ontkenning van de eigen ziekte door een patiënt, en treedt meestal op na of in combinatie met een beroerte.
Anosognosie is een gebrek aan inzicht, bewustzijn of herkenning van een patiënt voor zijn ziekte en de gevolgen daarvan; een verstoord of ontkend ziekte-inzicht. De naam is een samentrekking van de Griekse woorden 'nosos' (ziekte) en 'gnosis' (kennis).

## Voorkomen
Anosognosie betekent letterlijk 'het niet herkennen van ziekte'. Het draait in dit geval specifiek om een eigen aandoening. De patiënt heeft zelf de oprechte overtuiging dat er niets mis met hem of haar is, omdat het lichaam niet de juiste signalen doorgeeft. Dit komt bijvoorbeeld voor bij hemiplegie, blindheid (syndroom van Anton), hemianopsie, schizofrenie, geheugenstoornissen, persoonlijkheids- en gedragsstoornissen, dementie, afasie en neglect.
Anosognosie kan zorgen voor een bemoeilijking van de behandeling, omdat de patiënt de noodzaak niet inziet om daaraan mee te werken.

## Mogelijke oorzaken
Voor het optreden van anosognosie bestaan verschillende theoretische verklaringen. Er zijn zowel hypothesen voor diffuse hersenbeschadiging, een psychologisch verdedigingsmechanisme als voor focaal hersenletsel en als gevolg van het gebruik van psychofarmaca. Voor behandeling wordt rekening gehouden met voorafgaand klinisch onderzoek.